# Kurtamzali
Kurtamzali (makedonsky: Куртамзали) je vesnice v Severní Makedonii. Nachází se v opštině Dojran v Jihovýchodním regionu.

## Demografie
Podle sčítání lidu z roku 2021 žije ve vesnici 42 obyvatel. Etnické skupiny jsou:
- Turci – 32
- ostatní – 10

| Rok          | 1900 | 1948 | 1953 | 1961 | 1971 | 1981 | 1991 | 1994 | 2002 | 2021 |
| ------------ | ---- | ---- | ---- | ---- | ---- | ---- | ---- | ---- | ---- | ---- |
| Obyvatelstvo | 180  | 215  | 259  | 174  | 126  | 202  | 223  | 187  | 121  | 42   |